# Collotheca paradoxa
Collotheca paradoxa is een raderdiertjessoort uit de familie Collothecidae. De wetenschappelijke naam van deze soort is voor het eerst geldig gepubliceerd in 1914 door Penard.